# Jungheinrich

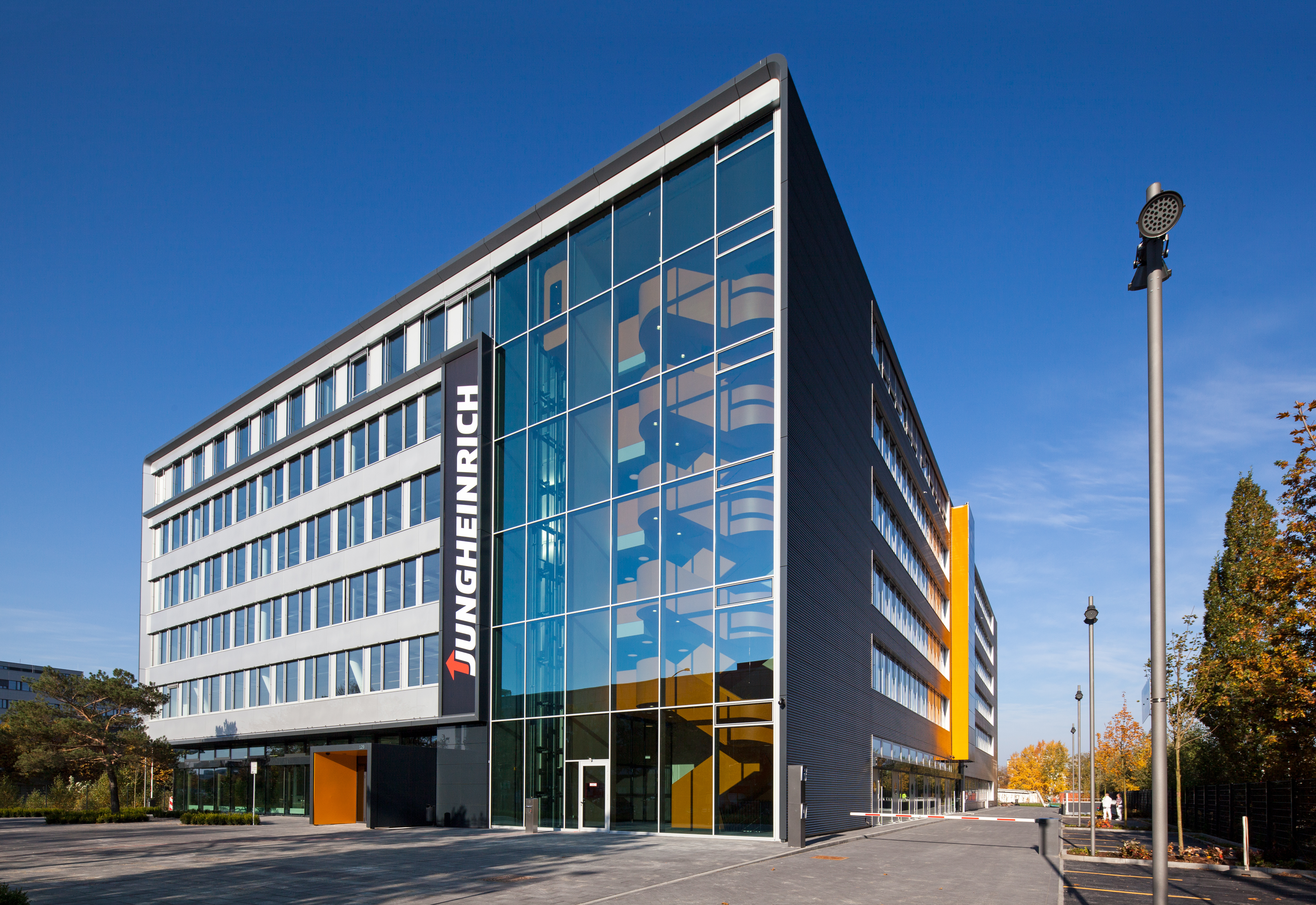
Siedziba Jungheinrich Aktiengesellschaft w Hamburgu

Jungheinrich Aktiengesellschaft – niemiecki koncern, założony w 1953 roku przez Friedricha Jungheinricha, wyspecjalizowany m.in. w produkcji wózków widłowych.

## Historia
7 sierpnia 1953 roku Friedrich Jungheinrich założył fabrykę maszyn "H. Jungheinrich & Co." w Hamburgu. W tym samym roku został wyprodukowany pierwszy, elektryczny wózek widłowy "Ameise 55". W 1956 roku założyciel firmy skonstruował pierwszy wózek wysokiego składowania z masztem wysuwnym. Obecnie Jungheirich posiada zakłady produkcyjne w Norderstedt, Lüneburgu, Moosburg an der Isar, Landsbergu i Qingpu (Chiny) oraz własne przedstawicielstwa w 31 krajach świata.

## Produkty
Dziś koncern Jungheinrich oferuje kompleksowe rozwiązania logistyczne w zakresie składowania, transportu i komisjonowania towarów w magazynie.
W fabrykach Jungheinrich produkowane są następujące typy wózków widłowych:
- ręczne wózki paletowe
- akumulatorowe podnośnikowe wózki widłowe prowadzone dyszlem
- akumulatorowe unoszące wózki widłowe prowadzone dyszlem
- akumulatorowe wózki widłowe wysokiego składowania
- czołowe akumulatorowe wózki widłowe
- czołowe spalinowe wózki widłowe
- wózki widłowe do kompletacji i pojazdy systemowe
- ciągniki elektryczne